# Ciudad compacta

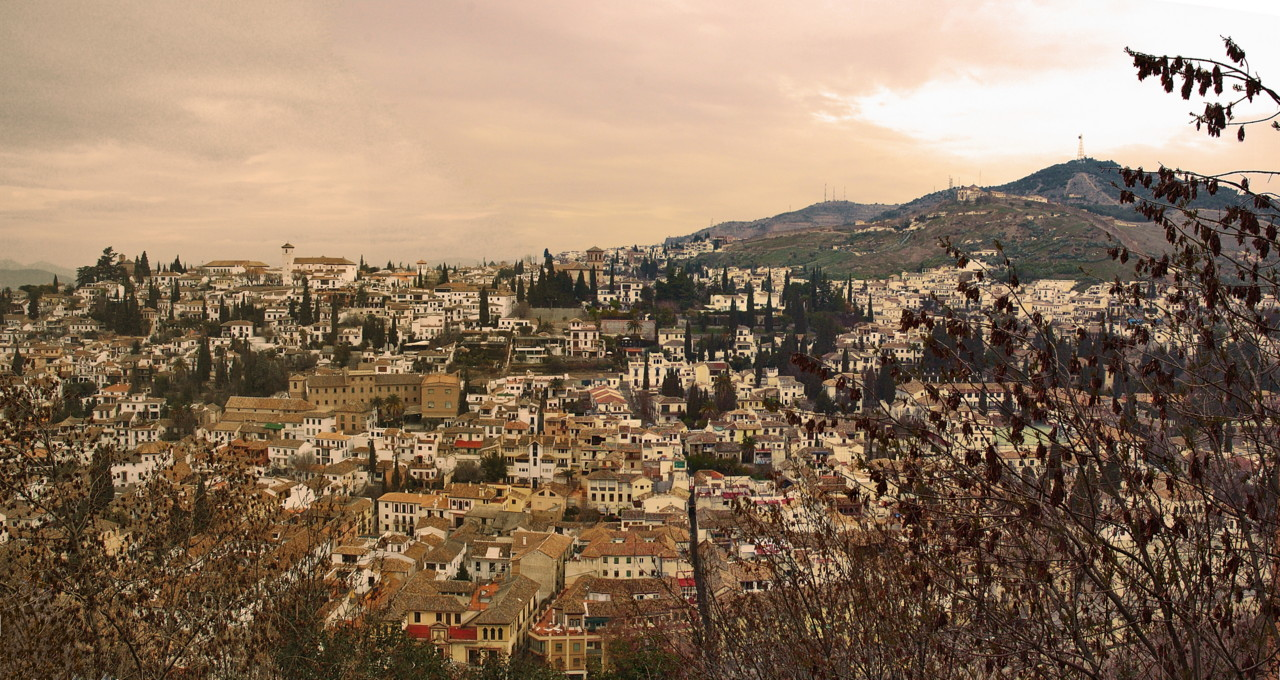
Vista de el Albaicín (Granada)

La ciudad compacta es aquella que: presenta una estructura y trama urbana de cierta compacidad, está cohesionada socialmente, genera espacios de sociabilidad, crea un territorio con cercanía a los servicios, propicia el encuentro de actividades y permite el desarrollo de la vida en comunidad. Esta ciudad es reconocible sobre todo en la cultura mediterránea, su evolución histórica ha permitido crear una cultura común, dando lugar a espacios, ciudades y pueblos bellos, creativos y funcionales. 
Andalucía está impregnada en esta estructura, ya que muchas ciudades fueron espacios creados, usados y reconvertidos por las distintas culturas mediterráneas como: fenicia, romana, islámica. En el Mediterráneo, política y civilización vinieron a ser sinónimo de ciudad, cuna de la institución política y cultural de la ciudadanía. Sin ella, la civilización moderna no es posible concebirla. 
En torno a esta ciudad compacta se ha ido organizando a través de la historia la propia estructura territorial de Andalucía.

## Sistema de Ciudades Andaluz
Las características del sistema de ciudades andaluz, basado en una red de ciudades no polarizada en uno o dos centros urbanos principales, confiere a Andalucía una diversidad de hechos urbanos muy rica y variada. Andalucía posee hoy nueve conjuntos urbanos con nivel de centro regional, complementados por un sistema de ciudades medias y de redes de poblaciones en áreas rurales que aseguran un poblamiento estable y repartido en todo su territorio. Por eso, el sistema de ciudades de Andalucía constituye uno de sus principales patrimonios culturales, sociales y económicos. Al mismo tiempo, posee unas características definitorias que le confieren una posición privilegiada para adaptar su estructura a los requerimientos de la sostenibilidad urbana, como son su policentrismo, su diversidad funcional, su compacidad y la diversidad social de sus actores.

## Ciudad difusa

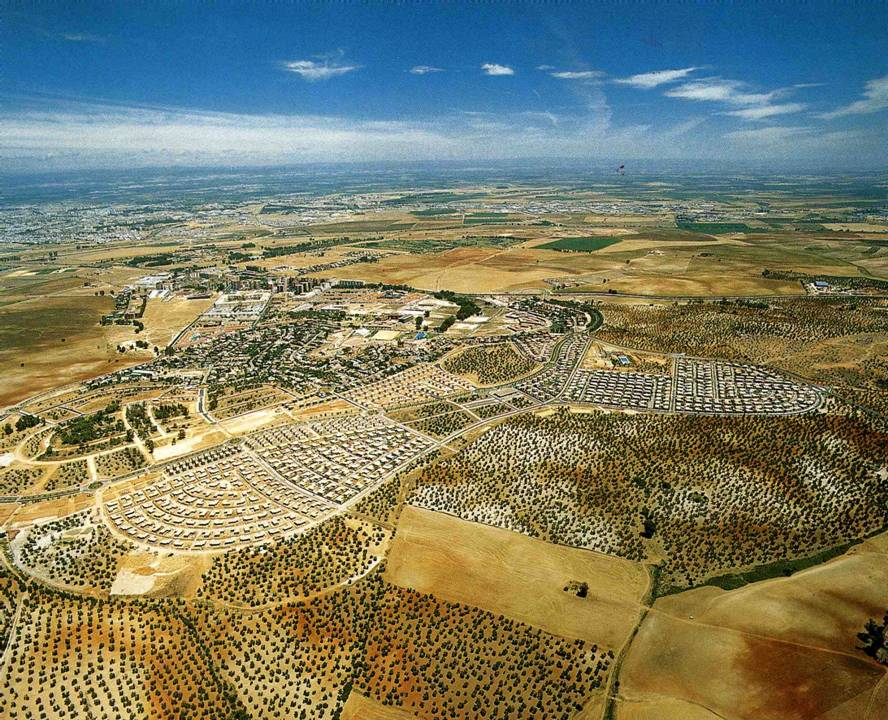
Vista aérea de unos campos de la Provincia de Jaén (España)

Este modelo de ciudad compacta se ha alterado en la última década, ya que la expansión de la ciudad se ha realizado ocupando territorio de manera diseminada, que viene a crear una nueva ciudad difusa e ineficiente, separando funcionalmente sus usos y segregando a la población en el territorio sobre la base de su capacidad económica. El proceso emprendido es, cada vez, más insostenible y las repercusiones sobre los ecosistemas aumentan en la medida en que lo hace la generalización del modelo de ciudad difusa.
La tendencia hacia la dispersión está generando una serie de consecuencias negativas, apreciables en la intensa ocupación del territorio circundante a la ciudad, la reducción del patrimonio común que constituyen los espacios agrícolas periurbanos, la quiebra del sistema comercial de proximidad, un desapego hacia los espacios cotidianos, una pérdida de cohesión social, el aumento de las necesidades de movilidad o el incremento en el gasto energético, el consumo de agua o la tasa de generación de residuos. En definitiva, el nuevo modelo de ciudad basa su crecimiento en un mayor consumo de recursos: suelo, materiales, agua y energía. Una tendencia que sigue pues la senda contraria a la de la sostenibilidad.
Cambiar esta tendencia de crecimiento insostenible, pasando a otra estrategia basada en la calidad, la información y el conocimiento, es más que razonable si se pretenden abordar los dos retos más importantes que tenemos como sociedad: el relacionado con nuestra proyección al futuro (la sostenibilidad) y el que nos indica que entramos en una nueva era de la información y el conocimiento.

## Modelo de ciudad compacta

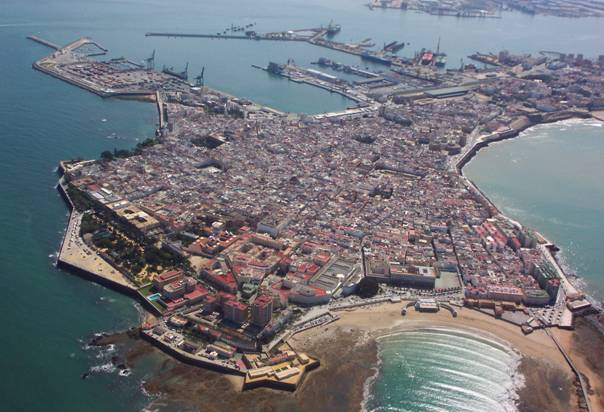
Vista aérea de Cádiz

La ciudad compacta genera un modelo de ciudad más sostenible, ambientalmente más equilibrada, lo que significa construir una ciudad más habitable. Como afirma el arquitecto José María Torres Nadal  la ciudad compacta debe establecer un sistema de triangulaciones sucesivas que conviertan en inteligente la experiencia y uso de la memoria y de la historia. La salud ambiental se convierte en el mejor indicador de la habitabilidad de las ciudades compactas. Una ciudad con menos polución, con una movilidad más eficiente, con más calidad en sus espacios públicos, con menor consumo energético y más integrada en su entorno territorial es, a la vez, una ciudad más acogedora. Por ello, hablar de sostenibilidad urbana es hablar de convivencia y de confort; además de contribuir a la salvaguardia del medio ambiente a escala global.
El modelo de ciudad compacta y compleja, eficiente y cohesionada socialmente, con las modificaciones necesarias para acomodarlas a los nuevos retos, sigue siendo el que mejor se ajusta al ideal de ciudad sostenible. Desde hace décadas, se está realizando una serie de políticas urbanas y ambientales que han ido dirigidas a la protección de la ciudad compacta. Especialmente destacamos las políticas de rehabilitación de barrios y las de los centros históricos, realizados por la Consejería de Vivienda y Ordenación del Territorio, que promueven la recuperación urbana pero también social y patrimonial. Conectando de esta manera con la Carta de Leipzig y las recomendaciones de la Unión Europea para construir espacios urbanos más habitables y sostenibles.

## Otros documentos de interés
- La ciudad vividera
- Rehabilitación del Centro Histórico de Cádiz

- Las ciudades medias y la expansión territorial. Andrea Rojas (enlace roto disponible en Internet Archive; véase el historial, la primera versión y la última).
- Dialéctica entre la ciudad difusa y compacta. Gerardo Regalado (enlace roto disponible en Internet Archive; véase el historial, la primera versión y la última).